# タイフーン型原子力潜水艦
タイフーン型原子力潜水艦（タイフーンがたげんしりょくせんすいかん）は、ソビエト連邦で開発された弾道ミサイル潜水艦。この名称は、北大西洋条約機構 (NATO) が付けたNATOコードネームであり、ソ連およびソビエト連邦の崩壊後にこのシリーズを継承したロシア連邦では、941 「アクーラ」設計戦略任務重ミサイル潜水巡洋艦（941 「アクーラ」せっけいせんりゃくにんむじゅうミサイルせんすいじゅんようかん；ロシア語: Тяжёлые раке́тные подво́дные крейсера́ стратеги́ческого назначе́ния прое́кта 941 «Аку́ла»）と呼ぶ。戦略任務重ミサイル潜水巡洋艦（тяжёлые раке́тные подво́дные крейсера́ стратеги́ческого назначе́ния, ТРПКСН）の代表的なシリーズであった。
ソ連海軍での正式分類は、当初は巡洋潜水艦、1977年7月25日以降は重ミサイル潜水巡洋艦であった。ロシア連邦海軍でも当初は重ミサイル潜水巡洋艦であったが、1992年6月3日付けの分類法改正でこの分類は廃止され、それに代わって新設された戦略任務重原子力潜水巡洋艦へと変更された。

## 艦名

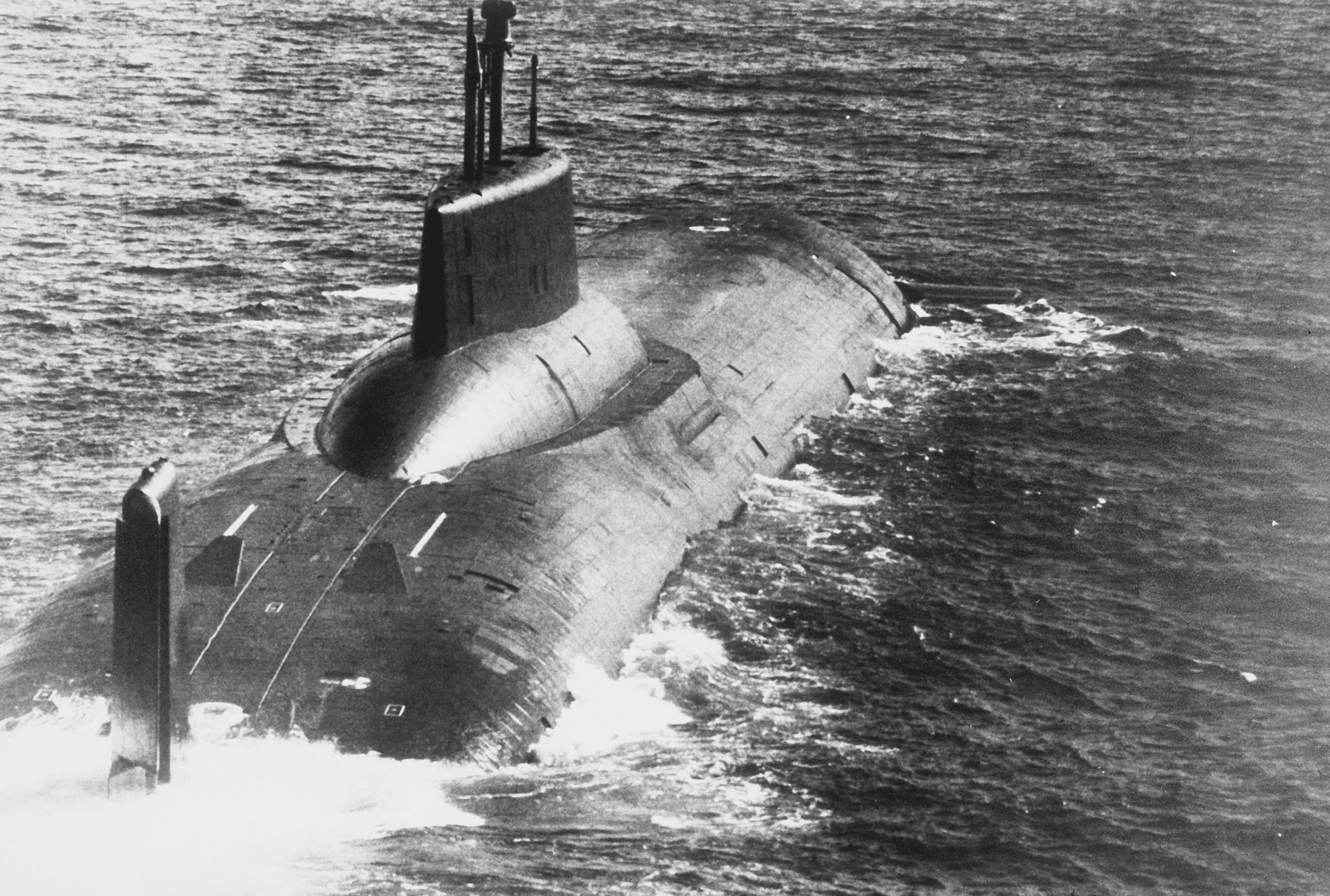
проект941（タイフーン）型原子力潜水艦　後方より

941 設計は、ソ連ではロシア語で「鮫」を意味する「アクーラ（Аку́ла）」という設計名で呼ばれた。これは、別の原子力潜水艦に北大西洋条約機構（NATO）が Akula class というコードネームを付けていたことに関連し、混乱を狙ってわざと付けられた名称である。

### NATOコードネームの由来
本型に対し、NATOは当初「S（シエラ）型」のコードネームを割り当てる予定だった。しかし、1980年にソビエト連邦軍参謀総長ニコライ・オガルコフソ連邦元帥が「この度、我が海軍に、新型原潜"タイフーン"が就航した」と発表した上に、1981年のソ連共産党第26回大会でもレオニード・ブレジネフ書記長が「アメリカはトライデントを搭載したオハイオ級原子力潜水艦を建造している。我々も同様のシステムである「タイフーン」を有している。（Американцами создана новая подводная лодка «Огайо» с ракетами «Трайдент-I». Аналогичная система — «Тайфун» имеется и у нас.）」と演説した。そのため、NATOは本型にNATOフォネティックコードには無い「タイフーン」型というNATOコードネームを与えた。
だが上記のように、本型のソ連での設計名は「アクーラ」であり、「タイフーン」ではない。ブレジネフの演説のとおり、「タイフーン」は潜水艦ではなく搭載されるR-39を含めた戦略ミサイルシステムの総称だった模様である。

## 開発
ソ連海軍の戦略原潜に搭載される弾道ミサイルは液体燃料によるものが主体であり、固体燃料ロケットはヤンキーII型で試作されたR-31（SS-N-17）のみであった。本型は、新型の固体燃料弾道ミサイルR-39（SS-N-20）を搭載するために計画された艦である。R-39は約9,000kmの射程を持つ長射程ミサイルで、それ以前のR-31に比べると性能は大幅に向上したが、重量が100t近くなったため、それまでの667B 設計（デルタ型）シリーズには搭載できない巨大なミサイルになってしまった。そこで、新たに大型の原潜を設計する事になり、建造されたのが941 設計である。設計はルビーン海洋工学中央設計局が行い、主任設計師I.スパスキーが担当した。

## 設計
このためもあってか、941 設計は水中排水量が48,000tに達する空前絶後の超巨大潜水艦となった。タイフーンは、これまでの潜水艦とは異なる革新的なデザインを採用した。具体的には2つのスクリュープロペラを並列配置する2軸設計などである。さらに従来、ミサイルの発射装置は前寄りに配置された艦橋の後方に搭載するのが一般的だったが、本級では発射装置を艦首から艦中央にかけて配置し、艦橋を後方に設置した。その為、特に水上における操艦では他の潜水艦とかなり異なる特性を持っていたと推定される。また巨大な艦体を活かし、レクリエーション施設として艦内にプールが設置されていた。これらの他に類を見ない設計は、当時の西側諸国を驚かせた。

## 運用

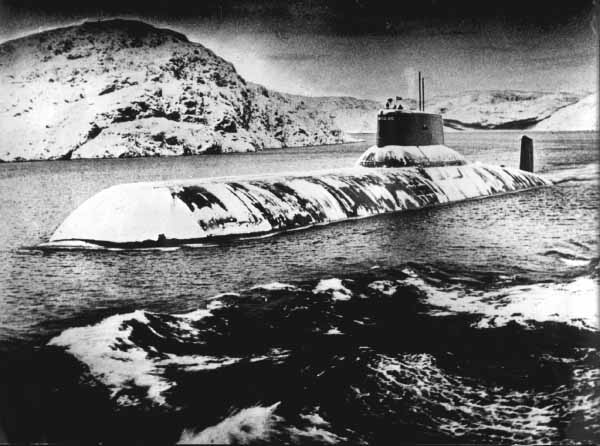
941 設計型原子力潜水艦　冬季の撮影

本型は、セヴェロドヴィンスク市の第402造船所（現・セヴマシュ、北方機械建造会社）で6隻が建造された。むろんこれは、同造船所で竣工した最大の艦船であった。
それまでの667B 設計シリーズよりも遥かに大きい941型は、既存の港湾設備での運用は無理が有り、1980年代、原潜基地ザーパドナヤ・リーツァのニェールピチャ湾に本型専用埠頭が建設された。
941 設計は6隻建造され、R-39(SS-N-20 Sturgeon)潜水艦発射弾道ミサイルを20基備える世界最大の潜水艦であった。ソビエト連邦の崩壊後も、ロシア海軍は艦齢の若い本型と667BDRM 設計（デルタIV級）を維持する方針だったが、崩壊後の財政難により、維持運用に多大な費用が掛かる本型のような巨大な原潜は、ロシア海軍の手に余る存在となった。加えて、第1段ロケットをウクライナで生産していたR-39は、ソ連崩壊で製造が途絶え、1990年代以降、寿命が尽きる事が予測された。代替となるR-39UTTkhバルクの開発も1998年には中止され、941 設計は搭載ミサイルの供給を絶たれる事になった。
1990年代末期以降、3隻の941 設計が除籍された。これらの退役艦は、衛星打ち上げロケットの洋上プラットフォームや運送船への転用がルビーン設計局より提案されたが、結局解体された。解体工事の資金は米国から援助された。残る3隻も現役を退くのは時間の問題と見られていたが、元首相のセルゲイ・ステパーシンは、残る3隻を現役に留める為、率先して活動を行ない、3隻の除籍を食い止めた。
一番艦TK-208は、後にロシアの英雄に因み「ドミートリー・ドンスコイ」と命名された。TK-208は1992年以降改装工事に入り、新型潜水艦発射弾道ミサイル3M14ブラヴァー(Bulava)(SS-NX-30)のテストプラットフォームとなるための改造を施された。この改装工事も予算不足で長期間かかったが、2003年に工事を完了した。2005年9月、TK-208はブラヴァーの発射テストに成功した。なお、ブラヴァー試験艦に改造されて以降は941U 設計、941UM 設計と呼ばれる。

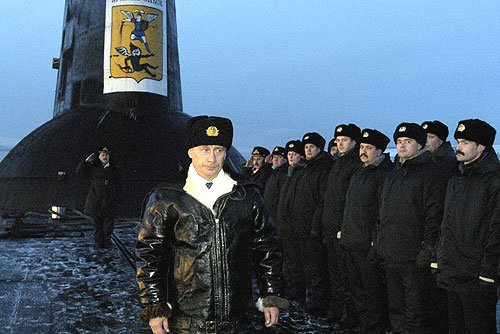
「アルハンゲリスク」を視察するプーチン大統領（2004年2月14日）

TK-17「アルハンゲリスク」は、2004年初頭に行われた戦略原潜のミサイル発射演習においてウラジミール・プーチン大統領が乗艦し、演習を視察した。もっとも、この時のミサイル発射演習は全て失敗した。
2008年12月、ロシア海軍総司令部は、予備役のTK-17とTK-20の2隻を巡航ミサイル搭載艦あるいは機雷敷設艦、もしくは特殊作戦用に改装する構想が有る事を明らかにした。
2009年6月26日、ロシア海軍総司令官ウラジーミル・ヴィソツキーは、3隻の941 設計が、今後もロシア海軍の編制に留まり続けると記者団に伝えた。
2010年には第18潜水艦師団（ザーパドナヤ・リーツァ）が廃止され第339独立建造・修理潜水艦旅団所属となった。この後TK-17、TK-20の2隻はセヴェロドヴィンスク市の白海海軍基地、TK-208はセヴマシュ造船所に係留された。
2011年12月、ルビーン設計局取締役アンドレイ・ジャチコフは、TK-208をブラヴァー試験艦からボレイ型原子力潜水艦の試験艦として運用すると明らかにした。
2013年6月、TK-208はボレイ型及びヤーセン型原子力潜水艦の試験のため、TK-208が出航した。
2016年、TK-17とTK-20の2隻の解体が決定されたが、TK-17は2015年に解体が始まっている。ロシア軍需産業筋によると、この時点で唯一就役中の「ドミートリー・ドンスコイ」は、2020年まで運用される予定だった。
2022年12月、TK-208は技術保守要員のみを残し退役することが発表された。
2023年2月、TK-208が正式に除籍された。解体時期は未定。

## 要目
- 水中排水量48,000t
- 全長172.8m
- 全幅23.3m
- 水上速力15kt
- 水中速力27kt
- 潜航深度500m
- 乗員160名
- 兵装
  - R-39潜水艦発射弾道ミサイル×20基

タイフーンの断面。二本の内殻を並列した、伊四百型潜水艦に似た構造となっている

タイフーンの図

  - 533mm魚雷発射管×6門。魚雷、RPK-2対潜水艦ミサイル等を22本搭載可能。
  - 「イグラ-1」自衛用対空ミサイル×8発。
- 電子装備
  - 「トーボル」航法システム
  - 「アルバトロス」レーダー
  - 「ナカート-M」レーダー
  - 「スカート」ソナー
  - 「シンフォーニヤ」衛星航法システム
  - 「ツナミ」宇宙通信システム
  - 「モルニヤ」無線通信システム

## 比較表
|          |            | 955型（ボレイ型）          | 941型（タイフーン型）                   | 667B型（デルタ型）                                                  | 667A型（ヤンキー型）                    | 658型（ホテル型）                       |
| -------- | ---------- | -------------------------- | --------------------------------------- | ------------------------------------------------------------------- | --------------------------------------- | --------------------------------------- |
| 船体     | 水中排水量 | 24,000 t                   | 33,800 – 48,000 t                       | 10,000 t（I型） 10,500 t（II型） 10,600 t（III型） 12,100 t（IV型） | 9,300 t                                 | 5,500 t                                 |
| 船体     | 全長       | 170 m                      | 175 m                                   | 139 m（I型） 155 m（II,III型） 167 m（IV型）                        | 132 m                                   | 114 m                                   |
| 船体     | 全幅       | 13.5 m                     | 23 m                                    | 11.7 m（I,II,III型） 12.2 m（IV型）                                 | 11.6 m                                  | 9.2 m                                   |
| 船体     | 吃水       | 9.0 m                      | 12.0 m                                  | 8.4 m（I型） 8.6 m（II型） 8.7 m（III型） 8.8 m（IV型）             | 8.0 m                                   | 7.31 m                                  |
| 主機     | 機関       | 原子炉+蒸気タービン+発電機 | 原子炉+蒸気タービン                     | 原子炉+蒸気タービン                                                 | 原子炉+蒸気タービン                     | 原子炉+蒸気タービン                     |
| 主機     | 方式       | ギアード・タービン         | ギアード・タービン                      | ギアード・タービン                                                  | ギアード・タービン                      | ギアード・タービン                      |
| 主機     | 出力       | 不明                       | 49,600 hp                               | 52,000 hp（I型） 55,000 hp（II型） 60,000 hp（III,IV型）            | 20,000 hp                               | 39,200 hp                               |
| 主機     | 水中速力   | 25 kt                      | 27 kt                                   | 26 kt（I型） 25 kt（II,III型） 24 kt（IV型）                        | 27 kt                                   | 26 kt                                   |
| 兵装     | 水雷       | 533mm魚雷発射管×6門        | 650mm魚雷発射管×2門 533mm魚雷発射管×4門 | 533mm魚雷発射管×4門（I-IV型） 406mm魚雷発射管×2門（I-III型）        | 533mm魚雷発射管×4門 406mm魚雷発射管×2門 | 533mm魚雷発射管×4門 406mm魚雷発射管×2門 |
| 兵装     | SLBM       | 3M14×16基                  | RSM-52×20基                             | R-29×12基（I型） R-29×16基（II-IV型）                               | R-27×16基                               | R-13/R-21×3基                           |
| 同型艦数 | 同型艦数   | 14隻予定                   | 6隻                                     | 18隻（I型） 4隻（II型） 14隻（III型） 7隻（IV型）                   | 34隻                                    | 8隻                                     |

## 同型艦
| 艦番号 | 名称                     | 建造所 | 起工年         | 進水年          | 竣役年          | 所属 |
| ------ | ------------------------ | ------ | -------------- | --------------- | --------------- | ---- |
| TK-208 | ドミートリー・ドンスコイ |        | 1976年 6月30日 | 1980年 9月27日  | 1982年 12月14日 | 除籍 |
| TK-202 | ウラジミール・モノマフ   |        | 1977年 4月22日 | 1982年 9月23日  | 1983年 12月31日 | 除籍 |
| TK-12  | シンビルスク             |        | 1980年 4月19日 | 1983年 12月17日 | 1984年 12月27日 | 除籍 |
| TK-13  | セヴァストーポリ         |        | 1982年 2月23日 | 1985年 4月30日  | 1985年 12月30日 | 除籍 |
| TK-17  | アルハンゲリスク         |        | 1983年 8月9日  | 1986年 12月12日 | 1987年 12月25日 | 除籍 |
| TK-20  | セヴェルスターリ         |        | 1985年 8月27日 | 1989年 4月11日  | 1989年 12月22日 | 除籍 |

## 登場作品

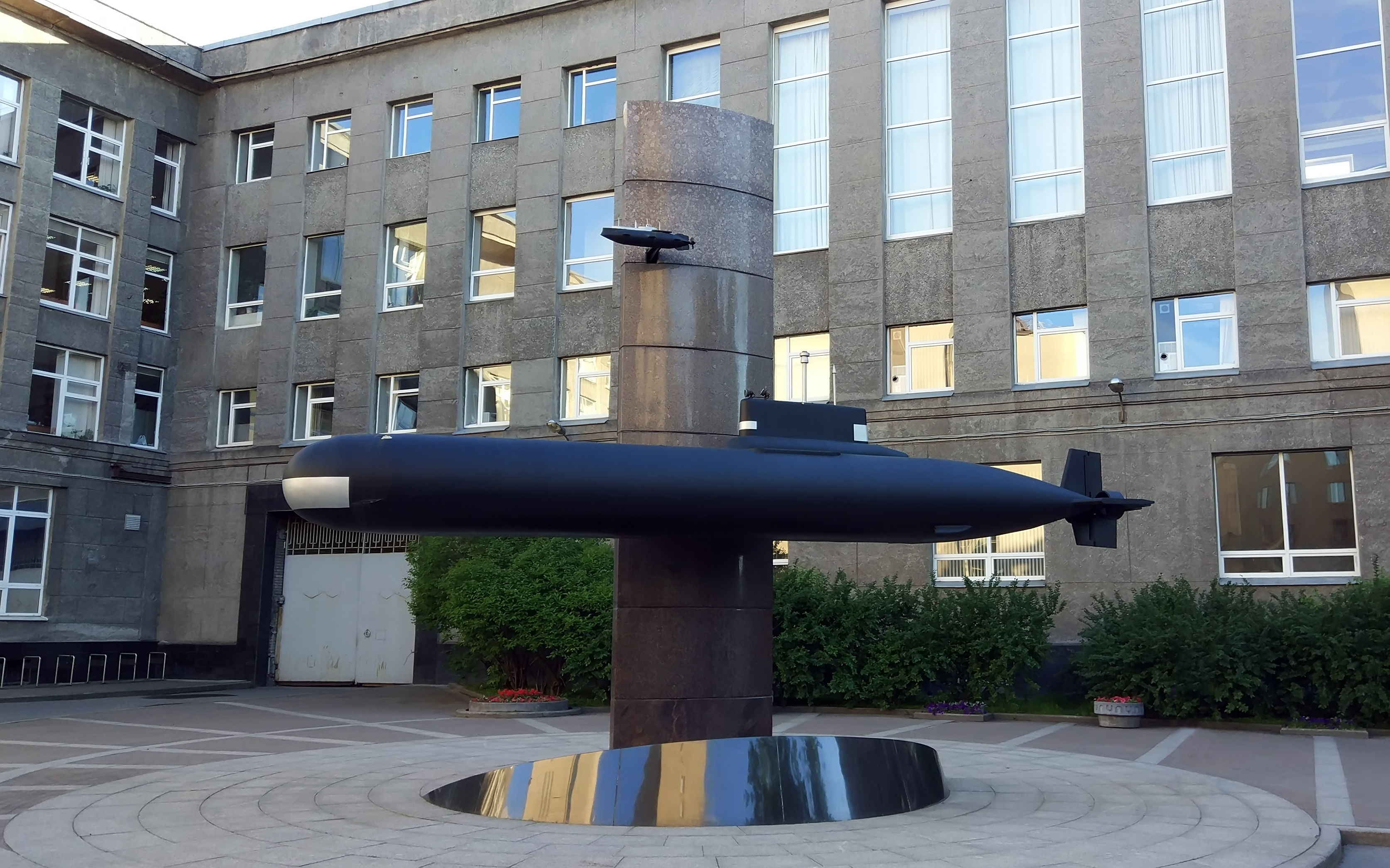
ルビーン海洋工学中央設計局にあるロシア初の潜水艦「デルフィン」とタイフーン型原子力潜水艦のモニュメント（2017年）

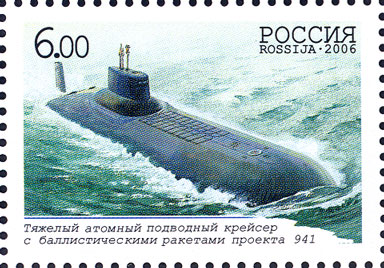
2006年に発行されたロシア海軍潜水艦隊創設100周年記念6ルーブル切手

### 小説
『レッド・オクトーバーを追え』
架空の7番艦「レッド・オクトーバー」が登場。それまでのタイフーン級と比べて大型化しSLBMの搭載数を増大させている他、最大の特徴として新型の超静音推進システム「キャタピラー・ドライブ」を搭載しており、ソナーに探知できないほどの静粛な航行を可能としている。
作中では、アメリカへ亡命しようとする艦長のラミウス大佐などの士官たちによる処女航海中にソ連海軍の指揮下を離れ、亡命を阻止しようとするソ連海軍の追撃をキャタピラー・ドライブなどを駆使して回避しながら、アメリカを目指して行く。
『タイフーン謀叛海域』
主に「タイフーン」と「ソヴィエツキー・ソユーズ」の艦名で2隻が登場。ソ連内各国で分離独立の気運が高まる中、軍事政権樹立と反連邦派一掃を目論んだ北洋艦隊内の連邦派が、暴動鎮圧時の想定計画「白い星」作戦を秘密裏に乗っ取った。連邦派は戦略原潜ソヴィエツキー・ソユーズをコラ半島の南に位置する白海に潜ませ、独立運動が活発なグルジアの首都トビリシに照準を合わせる。時同じくしてタイフーン級の設計・建造を指揮し、戦略原潜艦隊司令官でもあったゼンコが突然に司令官解任を言い渡される。クーデター中にゼンコが身動きできないよう出航を命じる北洋艦隊だったが、不審なソヴィエツキー・ソユーズの動きを捕捉・阻止するために、ゼンコは自らが駆る戦略原潜タイフーンで独自に行動を開始する。

### 映画
『ゴジラ（1984年版）』
架空の派生型である「タイフーンIII級」が登場。スクリューが1基だけとなっている、艦体後部がデルタ型原子力潜水艦のように盛り上がっているなどの相違点がある。作中では、日本近海を航行中のソ連海軍太平洋艦隊所属艦が核エネルギーを狙うゴジラに襲撃されて魚雷で迎撃するも効果がなく、最後はゴジラに捕まり撃沈されてしまう。
『バイオハザードV リトリビューション』
アンブレラ社の潜水艦として艦名不明の同型艦が数隻登場。元は冷戦期にソ連がカムチャツカ半島の海底に建設した潜水艦基地を冷戦後にアンブレラ社がバイオハザードの実験施設として買収したことから、施設の潜水艦ドックに停泊しており、艦体にはソ連時代の名残である赤い星のマークだけでなくアンブレラ社のマークも印されているなど、同社の生物兵器運搬船であることが劇中の台詞で示されている。作中後半、時限爆弾によって崩壊した施設から脱出に成功したジル・バレンタインとレイン・オカンポが2人だけで操艦していたことから（潜水航行と浮上しか劇中では行っていないとはいえ）、原型に比べてアンブレラ社の手で改良が加えられ、大幅な自動化や省力化が成された模様。
『レッド・オクトーバーを追え!』
同名の小説の映画化作品。前述の「レッド・オクトーバー」を指揮するラミウス大佐が、キャタピラー・ドライブなどを駆使してアメリカへの亡命を企てる。

### アニメ・漫画
『青の6号』
OVA版に放棄された同型艦を無人化した青の0号「ブティク」が登場。
『少女終末旅行』
地上に陸揚げされた同型艦が登場。
『絶対可憐チルドレン』
｢パンドラ｣が本拠地兼母船の護衛用に1隻を運用。
『沈黙の艦隊』
艦名不明の同型艦が数隻登場。米ソ間の合意による戦略原潜の一時凍結に伴ってムルマンスクへ向かっており、そのうちの1隻が北極海にて原子力潜水艦「やまと」と遭遇して存在を感知するが、一時凍結が決まった状況下においては回避運動すら「自国の核のみを凍結せず温存」と受け取られかねないものであるため、互いに何もしないまま交錯する。
『ルパン三世　ルパン暗殺指令』
ロシアの開発した最新鋭原子力潜水艦として登場。作中での名称は「イワノフ」。実物と異なり、SLBM（潜水艦発射弾道弾）を実際の20基よりも10基多く搭載可能であり、艦橋部分に収納式の衛星アンテナを装備している。

### ゲーム
『Just Cause 2』
「U1」の名称で登場する。最終ミッションで登場し、4基の地対空ミサイルと核ミサイル発射機が搭載されている。
『エースコンバット5 ジ・アンサング・ウォー』
ユークトバニア海軍所属の潜水艦として登場。劇中ではシンファクシ級潜水空母「リムファクシ」に12隻が随伴して潜水艦隊を構成し、厳重なレーダーピケット警戒網を構築、リムファクシの火力投射任務を支援していた。
『大戦略シリーズ』
ロシアの基本ユニットとして登場。
『萌え萌え大戦争☆げんだいばーんシリーズ』
SOlENの鋼の乙女「シエラ」のモデルになっている。また、一部ステージで敵ユニットとしても登場。
『Modern Warships』
プレイヤーが操作できる艦艇として「Domitry Donskoy(TK-208)」という名称で登場。潜航可能時間が他の潜水艦に比べて長いという特長がある。

### 切手
2006年にロシア海軍潜水艦隊創設100周年記念切手の1枚として、本型を描いた6ルーブル切手が発行された。